# Isola (metrostation)
Isola is een metrostation in de Italiaanse stad Milaan dat werd geopend op 1 maart 2014 en wordt bediend door lijn 5 van de metro van Milaan.

## Geschiedenis
In de stedebouwkundige plannen van Milaan uit begin jaren 50 van de twintigste eeuw was er sprake van de bouw van een zakenwijk, het Centro Direzionale (CD) di Milano, tussen de Porta Garibaldi en het centraal station. De eveneens destijds geplande metro zou aan lijn 2 het station CD 2 krijgen op ongeveer 50 meter ten zuiden van het gerealiseerde station Isola. CD 2 werd nooit gebouwd en de panden rond het station, die voor het Centro Direzionale plaats zouden maken, werden evenmin gesloopt. In 1999 werd een metrolijn van Garibaldi FS naar het noorden voorgesteld waarvan de bouw in 2003 werd gegund aan het consortium metro 5 spA. De locatie van Isola werd medebepaald door de koppeling, in 2006, van de nieuwe lijn aan het westelijke deel van lijn 4 uit het metroplan uit 1952. Door een bocht onder het CD terrein en de tunnel ter hoogte van Isola werd lijn 5 ten noorden van Zara verbonden met de perrons die parallel aan de spoorlijn ten zuiden van station Porta Garibaldi liggen. De bouw van Isola begon in september 2007 en op 1 maart 2014 werd de metro tussen Zara en Garibaldi geopend. 

## Ligging en inrichting
Het station ligt onder de Via Volturno met een verdeelhal direct onder de straat boven de dubbelsporige tunnel. De noordelijke toegangen liggen op de hoek van de Via Sebenico aan weerszijden van de straat. De zuidelijke toegangen liggen aan weerszijden van de straat waarbij aan de westkant ook een lift is tussen straat en verdeelhal. De bovenkant van de trappen ligt hoger dan de straat zelf om te voorkomen dat regenwater het station in loopt, hierdoor moeten instappers eerst een stukje omhoog voor ze de trap af kunnen. Achter de toegangspoortjes kunnen de reizigers met roltrappen en liften de zijperrons bereiken. In verband met de inzet van onbemande metro's zijn de perrons voorzien van perronschermen met perrondeuren. Vlak ten zuiden van het station ligt een wissel in het westelijke spoor waarmee het materieel kan worden uitgewisseld met lijn 2 zodat via die lijn de werkplaats bereikt kan worden.